# Fraqueza muscular
Fraqueza muscular ou miastenia ("mia-" do grego μυο, significando "músculo", mais "-astenia", do grego ἀσθένεια, significando "fraqueza") é uma perda de força muscular. As causas são múltiplas e podem ser divididas em condições em que há fraqueza muscular real ou referida. A fraqueza muscular real é um sintoma primário de várias doenças dos músculos esqueléticos, incluindo a distrofia muscular e a miopatia inflamatória. Ela ocorre em doenças da junção neuromuscular, como a miastenia gravis. A fraqueza muscular também pode ser causada por baixos níveis de potássio ou outros eletrólitos no interior da célula muscular.